# トマス・コーウィン
トマス・コーウィン（Thomas Corwin, 1794年7月29日 - 1865年12月18日）は、アメリカ合衆国の政治家。1840年から1842年まで第15代オハイオ州知事を務め、その後1850年から1853年までミラード・フィルモア大統領の下で第20代アメリカ合衆国財務長官を務めた。

## 生い立ちと初期の経歴
1894年、コーウィンはケンタッキー州バーボン郡で誕生した。コーウィンはオハイオ州において法律を学び、1817年に同州から弁護士の認可を受けた。その後コーウィンは同州レバノンで弁護士業を開業した。

## 議会議員時代
1821年、コーウィンはオハイオ州下院議員に選出され、1823年までその任を務めた。その後コーウィンは同州ウォレン郡の検察官を務めたが、1829年に再びオハイオ州下院議員に選出された。
1831年、コーウィンはホイッグ党からアメリカ合衆国下院議員選挙に立候補し、当選した。コーウィンはその後5期続けて連邦議会の下院議員に選出されたが、1840年に下院議員を辞職し、同年のオハイオ州知事選挙に立候補した。そしてコーウィンはその選挙に勝利し、オハイオ州知事に就任した。
1842年、知事の任期を満了したコーウィンは2期目の選出を目指して再びオハイオ州知事選挙に立候補したが、民主党のウィルソン・シャノンに敗北した。その後コーウィンは1844年にもオハイオ州知事の候補として3度目の指名を受けたが、コーウィンはこの指名を辞退した。
1845年、コーウィンはホイッグ党からアメリカ合衆国上院議員に選出された。コーウィンは上院議員として米墨戦争を痛烈に批判して政治的な反逆者の役割を果たし、選挙民の強い支持を受けた。そしてコーウィンは1847年、1849年と、3期続けて上院議員に選出された。

## 財務長官時代

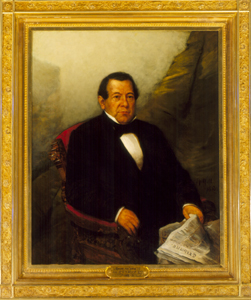
財務長官時代のコーウィンの肖像画

1850年、コーウィンはミラード・フィルモア大統領から郵政長官への就任を要請された。コーウィンはこの要請を断ったが、フィルモアは再びコーウィンに、今度は財務長官への就任を要請した。コーウィンはフィルモアの強い説得によりこの要請を受諾し、上院議員を辞職すると、フィルモアの大統領就任と同時に財務長官に就任した。
コーウィンは保護関税を支持する立場をとっていたが、1846年に成立した関税法に対しては好意的な評価をしなかった。この法律は、製品の原材料に対しても高い関税をかけていたために、完成された製品をそのまま輸入する方が安上がりなことが多かったのである。コーウィンはこの法律により国内の職人の育成が疎外されていると指摘し、新たな関税法を提案した。だがコーウィンの提案する関税法は、民主党が多数を占める連邦議会を通過することは無かった。

## 晩年
1853年、コーウィンはフィルモア大統領の任期満了に伴い、財務長官を退任した。そしてオハイオ州に戻ったコーウィンは法律家となり、新たに結成された共和党に参加した。
1859年、コーウィンは共和党から再びアメリカ合衆国下院議員選挙に立候補し、当選した。コーウィンは1861年にエイブラハム・リンカーン大統領から駐メキシコ公使への指名を受けるために下院議員を辞職し、メキシコに渡った。コーウィンは1864年まで駐メキシコ公使を務め、南北戦争においてメキシコがイギリスやフランスの干渉によりアメリカ連合国を支持することを阻止した。
1864年、コーウィンは駐メキシコ公使を辞任し、アメリカ合衆国に帰国した。そしてコーウィンはワシントンD.C.で弁護士業を開業したが、翌1865年に死去した。コーウィンの遺体はオハイオ州レバノンのレバノン墓地に埋葬された。